# Johann Wolfgang Trier
Johann Wolfgang Trier (* 1686 in Möhra; † um 1750) war ein deutscher Jurist und Heraldiker.

## Leben
Trier studierte in Leiden Rechtswissenschaft. 1709 promovierte er zum  Doktor der Rechte an der Universität Leiden. Zwei Jahre später wurde er Professor für Heraldik an der Universität Leipzig. König Friedrich Wilhelm I. von Preußen ernannte ihn um 1724 zum Hofrat und ordentlichen Professor der Rechte an der Universität Frankfurt an der Oder. Sein beruflicher Aufstieg zum Primarius der juristischen Fakultät endete durch Kündigung: wegen „äußerster Unverträglichkeit“ wurde er 1743 entlassen. Daraufhin siedelte er noch im gleichen Jahr nach Dänemark über. Hier nahm Trier eine Arbeit als Sekretär bei einer Handels- und Schifffahrtsgesellschaft auf. Dieser Gesellschaft blieb er bis zu seinem Tod treu. 
Seiner Kündigung gingen viele Schmähschriften gegen Kollegen und andere Zeitgenossen, darunter den Rechtsgelehrten Johann Gottlieb Heineccius, voraus. Durch seine Einleitung zur Wappenkunst wurde Trier unrühmlich bekannt. Die Schriften sind 1729 in Leipzig erschienen. Das bemerkenswerte Werk besteht aus zwei Abteilungen. Die erste Abteilung  behandelt heraldische Grundbegriffe, die zweite enthält die Wappen der damaligen gekrönten Häupter, der Kurfürsten, geistlichen und weltlichen Herrscher sowie der Reichsgrafen, einiger ausländischer Fürsten, der Reichsstädte und der Republiken. 

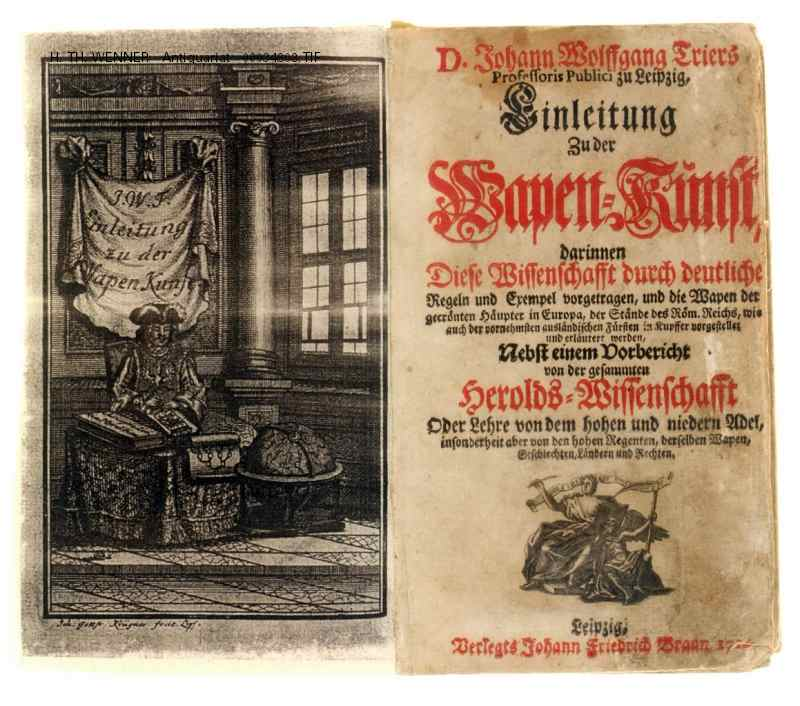
Titelvignette zu Triers Wapenkunst

Jedem der im Kupferstich dargestellten Wappen ist eine für diese Zeit erstaunlich exakte Beschreibung sowie eine historische Erklärung beigefügt. Dieses Werk diente vielen späteren Autoren als Vorbild. Es zählt zu den Quellenwerken des 18. Jahrhunderts.

## Veröffentlichungen
- Einleitung zu der Wappen-Kunst, darinnen diese Wissenschaft durch deutsche Regeln und Exempel vorgetragen und die Wappen der gekrönten Häupter...in Kupfer vorgestellt und erläutert werden. Verlag Leipzig. Johann Friedrich Braun, 1714/1729  (134 Kupfertafeln, 250 Holzschnittabbildungen )